# Humlebæk (plaats)

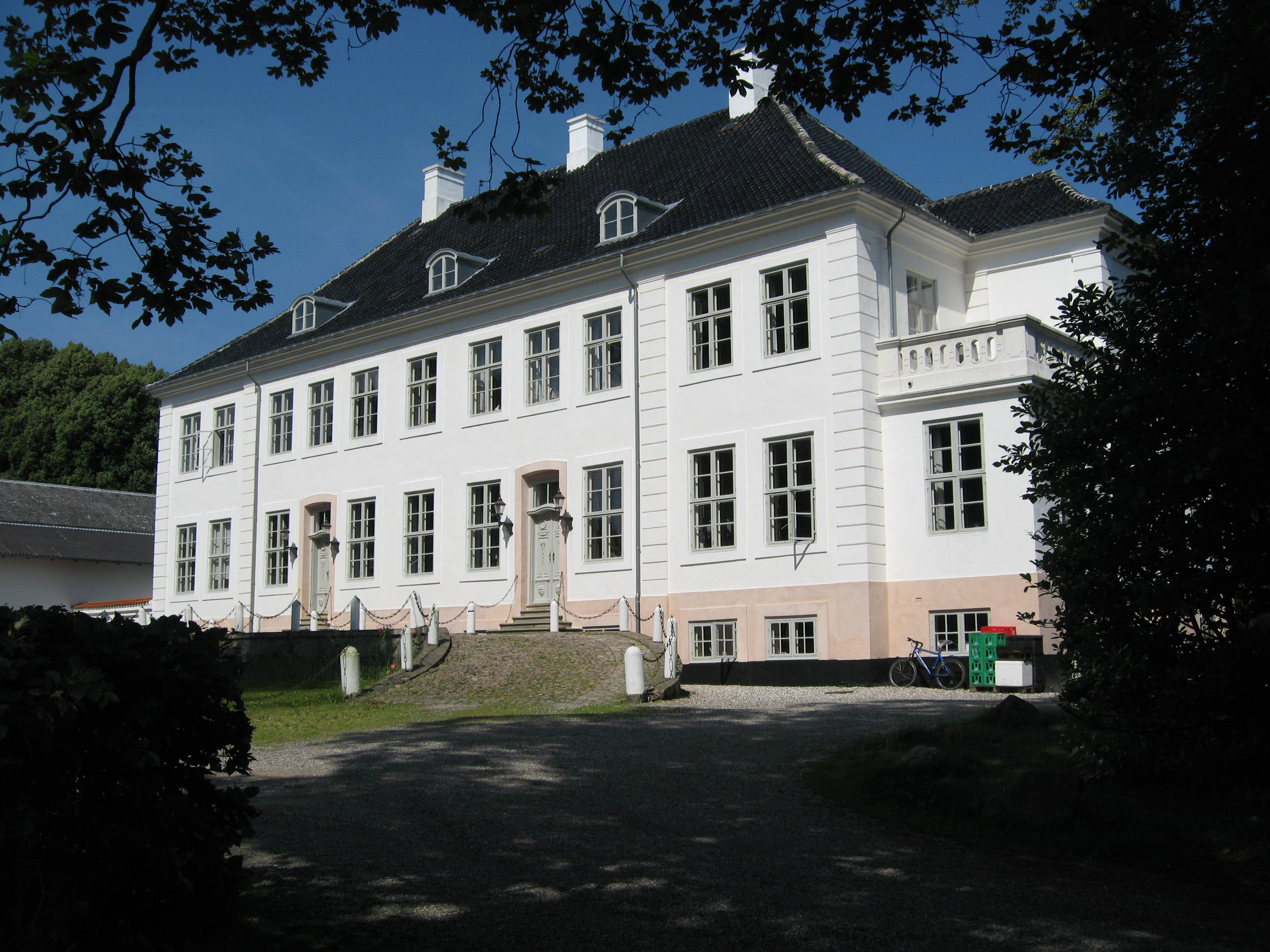
De in 1946 opgerichte volkshogeschool bij Humlebæk, Krogerup Højskole

Humlebæk is een plaats in de Deense regio Hovedstaden, gemeente Fredensborg en telt 8936 inwoners (2007). Humlebæk ligt aan de Sont.
Bezienswaardig is het museum Louisiana voor moderne kunst. Daarnaast bevindt zich bij Humlebæk een volkshogeschool, Krogerup Højskole.

## Geboren
- Mads Junker (1981), voetballer